# Lavagem a seco
Os principais motivos que acarretaram o surgimento da lavagem a seco foram a constante necessidade de limpeza aliada ao rápido crescimento populacional e a estagnação dos recursos hídricos.
A questão ambiental não foi o único fator importante para o surgimento destas novas tecnologias, visto que a conveniência e a praticidade têm importância relevante no crescimento deste conceito.
De maneira geral a lavagem a seco é uma aliada à preservação e bom uso dos recursos hídricos mundiais, considerando que apenas 3% da totalidade hídrica mundial é doce, e apenas 1% é acessível e potável.

## Origem
Assim como a maioria das invenções conhecidas no decorrer da história mundial, a lavagem a seco surgiu por acaso. No século XIX, o francês Jean Baptiste Jolly notou que a sua toalha de mesa se encontrava mais limpa quando sua empregada, por acidente, derrubou uma lamparina de querosene sobre a mesma. Com isso, a sua tinturaria, Jolly, introduziu um serviço à base de querosene denominado “Lavagem a Seco”. A partir do fim da Segunda Guerra Mundial, os solventes sintéticos voláteis foram substituídos por um produto conhecido como “percloroetileno”, se tornando predominância na escolha deste setor. Este predominância ocorreu pelo fato deste produto caracterizar-se como mais seguro, eficiente e prático.

## Lavagem a seco de veículos
O conceito geral de lavagem a seco, com o passar do tempo, foi sendo aprimorado, até ultrapassar as fronteiras dos tecidos e chegar à limpeza de veículos. Esta entrada da lavagem a seco no setor automotivo pode ser relacionada ao imenso desperdício de recursos hídricos que este segmento representa.
O produto pioneiro neste tipo de lavagem utiliza cera de carnaúba como base e água como solvente. O produto foi desenvolvido e patenteado pelo brasileiro José Manoel Ramos Rodriguez em 1996.
Na lavagem de carros utilizando-se água para enxágue, podem ser desperdiçados até 500 litros  de água a cada automóvel lavado. Neste sentido, é válido afirmar que já foram desperdiçados incontáveis litros de água potável ou água tratada só na lavagem de veículos.
Ainda existe um certo preconceito com relação à lavagem sem água de veículos, mas muitos dos paradigmas deste tipo de lavagem já foram desmitificados, como a possibilidade de riscar o carro e de manchar a pintura. 
A lavagem a seco de veículos preserva milhões de litros de água todos os meses. Apenas na principal rede de lava-rápidos do país, são economizados cerca de 20 milhões de litros mensais, que equivalem ao consumo diário de 180.000 pessoas.  
Além da economia de água, as principais lojas prestadoras de serviços de lavagem a seco se preocupam com outros aspectos sustentáveis, como os panos utilizados na lavagem, que são reciclados para fabricação de tapeçaria automotiva, além de capacitação dos funcionários, entre outros. 
O tema lavagem a seco também se torna um grande problema quando olhamos para os pequenos empreendedores que precisam abrir um lava rápido, esse tipo de prestação de serviços além de ter todas as características do serviço propriamente dito também precisam oferecer soluções sustentáveis do ponto de vista do uso da água e mais do que isso, obedecer todas as legislações municipais e estaduais de orgãos como a CETESB, por exemplo.

## Vantagens
As vantagens relacionadas ao processo de lavagem a seco não são poucas. Primeiramente as principais vantagens estão ligadas à sustentabilidade do negócio. Evitar que litros de água sejam desperdiçados ao final do procedimento é o principal diferencial deste tipo de lavagem.
A precisão nos resultados também é um ponto forte. Independente do setor da lavagem, estofados, tecidos ou automóveis, são utilizados produtos químicos formulados especificamente para a utilização em determinada superfície, o que proporciona resultados superiores à lavagem convencional que utiliza a água como método padrão, independente da superfície a ser aplicada.

## Como funciona
Apesar de possuírem o mesmo embasamento, o procedimento de lavagem a seco pode variar de acordo com o que está sendo higienizado. Apesar disso, independente do procedimento é preciso verificar se a superfície do veículo não possui nenhum dano já existente para que seja provado que o processo de lavagem não danifica a peça em questão.
Mais especificamente no caso das roupas, as mesmas são devidamente colocadas em uma máquina e lavadas com um solvente, para que depois, se consistida alguma impureza o solvente seja aplicado diretamente no local da mancha.
No caso dos estofados, como sofás, inicialmente faz-se aspiração dos sólidos e líquidos existentes, em seguida é aplicado produtos especiais compatíveis com o tecido de fibras naturais ou sintéticas, espera-se o tempo necessário de reação do produto e em seguida faz a escovação mecânica por cerdas macias apropriadas para evitar danos, e em seguida faz a extração total da sujidade desprendida utilizando máquinas extratoras. A limpeza não elimina ácaros, bactérias e microorganismos, pois essa é a função da higienização (que utiliza outros tipos de produtos específicos e é feita após a limpeza). Nem sempre ao fim da limpeza a seco o cheiro fica agradável, a função dos produtos é remover sujeira e não necessariamente odorizar, portanto deve-se aplicar produtos finalizadores próprios para tecidos com função de amaciar e odorizar agradelmente conforme gosto pessoal. Dependendo do produto utilizado,da ventilação do local e da umidade do ar a secagem pós lavagem dura entre 3 a 8 horas.
No caso de tapetes, deve-se olhar a etiqueta para saber se é permitido a lavagem a seco, pois há grandes chances de desbotar as cores, provocar amarelamento, ou estragar as fibras a depender da composição.  
Para colchões e camabox, o produto é aplicado também diretamente na peça, e como é comum surgir amarelados com o passar do tempo, deve-se evitar produtos com cloro ou  hipoclorito de sódio (água sanitária) para alvejar e ter aspecto branco, na busca pela estética utilizando esses produtos há o perigo de reações alérgicas e respiratórias, pois na extração da sujidade no momento do enxague ainda terão resíduos.
No caso da lavagem a seco de veículos o procedimento de aplicação do produto é mais detalhada. A aplicação do produto nos veículos deve ser realizada através de borrifador especial, normalmente sendo necessário três panos para a realização da limpeza. O produto é aplicado diretamente na lataria, para que assim seja passado o primeiro pano na pintura do veículo. Outro pano deve ser passado para que o produto seja retirado, e um terceiro pano passado proporciona a retirada total do produto e o brilho final para a pintura.